# Kenna
 (février 2020).
Si vous disposez d'ouvrages ou d'articles de référence ou si vous connaissez des sites web de qualité traitant du thème abordé ici, merci de compléter l'article en donnant les références utiles à sa vérifiabilité et en les liant à la section « Notes et références ».
Pour les articles homonymes, voir Kenna (homonymie).
Kenna, né Kenna Zemedkun le 30 octobre 1978, est un musicien américain d'origine éthiopienne. Il commence par faire du rap puis s'oriente vers la musique pop-rock, notamment à l'écoute de l'album de U2 The Joshua Tree. Fils ainé d'une famille installée à Cincinnati dans l'Ohio, il déménage ensuite à Virginia Beach, ville d'origine des Neptunes. Il sort son second album Make sure they see my face, d'où est extrait le single Say Goodbye To Love sur leur label Star Trak.

## Make Sure They See My Face
Ce second album de Kenna connait un succès international en partie du Say Goodbye To Love coproduit par Chad Hugo avec qui Kenna dit avoir travaillé en « tandem ».

## Discographie

### Albums
- 2003 : New Sacred Cow
- 2007 : Make sure they see my face
- 2011 : Land 2 Air Chronicles I: Chaos and the Darkness - EP
- 2012 : Songs for Flight